# Götting

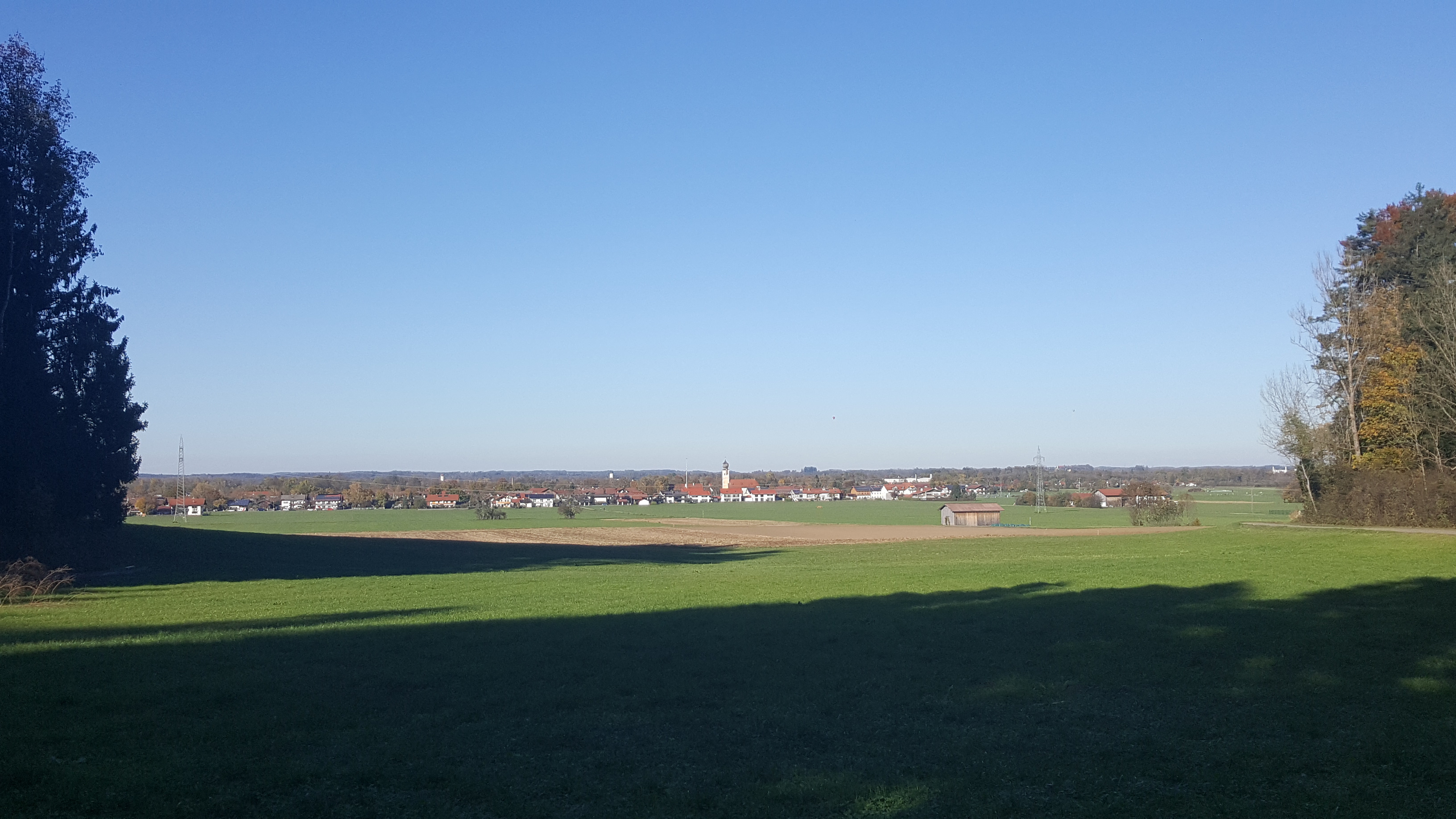
Ortsansicht von Südosten (2017)

Götting ist ein Gemeindeteil des Marktes Bruckmühl im Landkreis Rosenheim in Oberbayern. Götting liegt auf einer Höhe von 498,9 m ü. NN und hat eine Fläche von 1267 Hektar, die Einwohnerzahl beträgt 1600 (Stand: 1. Januar 2006).

## Geschichte
Götting wurde erstmals 776–783 als „Cotingas“ urkundlich erwähnt. In der zweiten Erwähnung 809 wurden eine Mühle und die Michaelskirche genannt. Es kann aber davon ausgegangen werden, dass das Gebiet bereits deutlich früher besiedelt war.
Im Ort wurden Steinwerkzeuge aus der Zeit um 4000 v. Chr. gefunden. Bei Unterstaudhausen entdeckte man Hochäcker und Reste einer keltischen Fliehburg. Die Kette der Funde reißt bis in die frühgeschichtliche Zeit nicht ab, darunter sind auch Münzfunde aus der Römerzeit.
Im 12. Jahrhundert wurde der Ort eine Pfarrei mit Filialkirchen in Mittenkirchen und Vagen. Götting entwickelte sich zu einem dem Landgericht unterstellten Bauerndorf.
Mitte des 16. Jahrhunderts entwickelte sich in Götting für einige Jahre zu einem der Schwerpunkte der Reformationsbewegung im Landgericht Aibling. Die evangelische Bewegung konnte sich aber letztlich nicht gegen den Katholizismus durchsetzten.
Die Corporis-Christi-Bruderschaft (Corporis Christi, Leichnam Christi, Bruderschaft zur immerwährenden Anbetung des Allerheiligsten Sakraments des Altars) wurde 1703 gegründet. In den Jahren 1723–1725 wurde die Pfarrkirche neu gebaut.
Im Zuge der staatlichen Umgliederung Bayerns Anfang des 19. Jahrhunderts wurde der Ort ein eigener Steuerdistrikt (finanzielle Gemeinde) mit den Orten Bruckmühl (rechts der Mangfall), Buchen, Ebersberg, Götting, Linden, Mittenkirchen, Oberleiten, Unterleiten, Oberstaudhausen, Unterstaudhausen, Ried, Sonnenleiten, Thalham, Waith, Weidach und Wiechs. Dieser wurde 1818 in eine Ruralgemeinde (politische Gemeinde) umgewandelt und somit die kommunale Selbstverwaltung gegründet.
Am 28. April 1945 ermordeten SS-Männer den Göttinger Pfarrer Josef Grimm und den Lehrer Georg Hangl.
Bis zum Zweiten Weltkrieg war Götting ein Bauerndorf und wandelte sich erst danach zu einer modernen Wohngemeinde.
Am 1. Mai 1978 wurde Götting in den Markt Bruckmühl eingegliedert.

## Ehemaliges Gemeindewappen

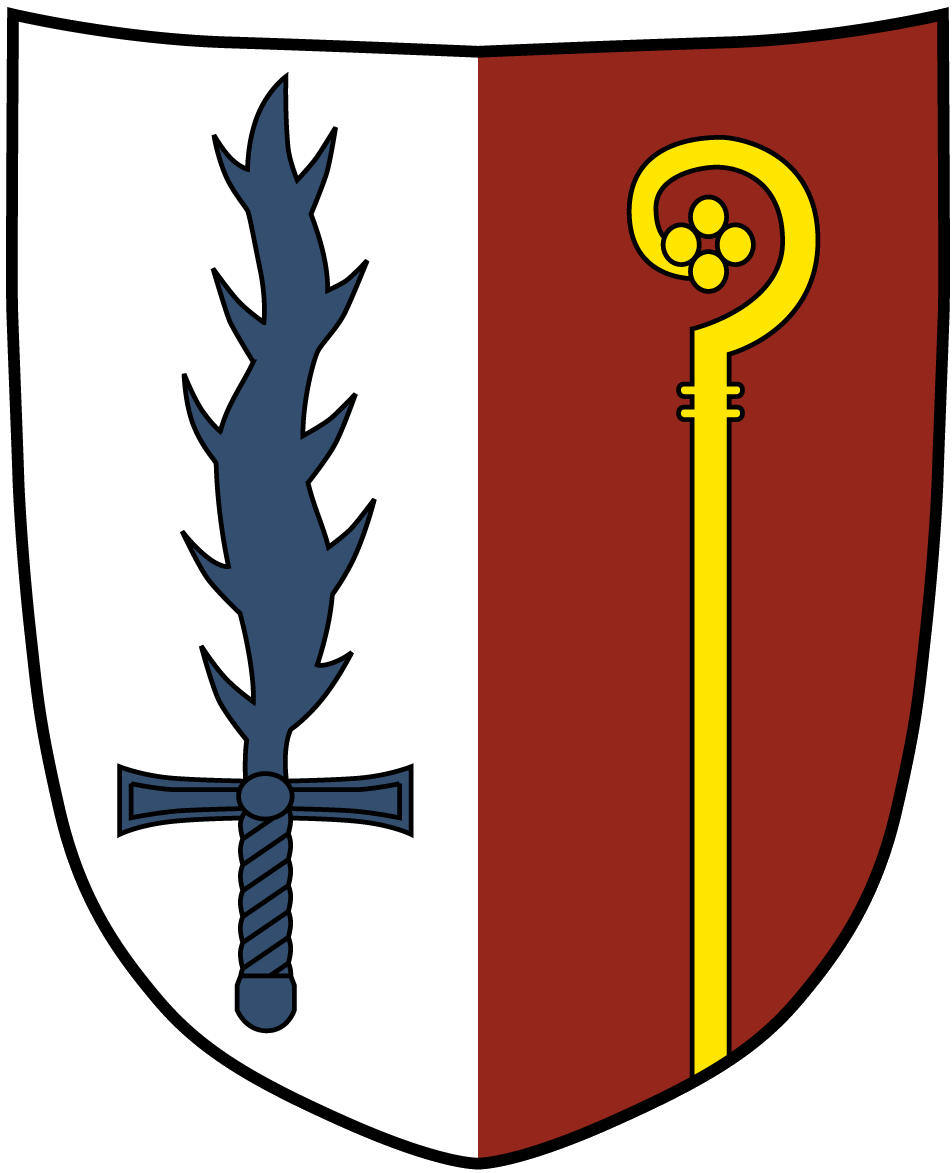
Ehemaliges Gemeindewappen

Das bis zur Eingemeindung geführte Wappen enthält das Flammenschwert des Hl. Michael und einen Bischofsstab als Symbol der Zugehörigkeit zum Freisinger Hochstift.

## Sehenswürdigkeiten
- Die katholische Pfarrkirche St. Michael im Dorfzentrum wurde 1723–1725 von Wolfgang Dientzenhofer (1678–1747, Marktmaurermeister und Ratsherr aus Aibling)[4] im Barockstil erbaut wurde. Von der ursprünglichen, sehr viel älteren romanischen Kirche blieb nur der Turm erhalten, welcher aufgestockt und mit einer schindelgedeckten Barockzwiebel versehen wurde.

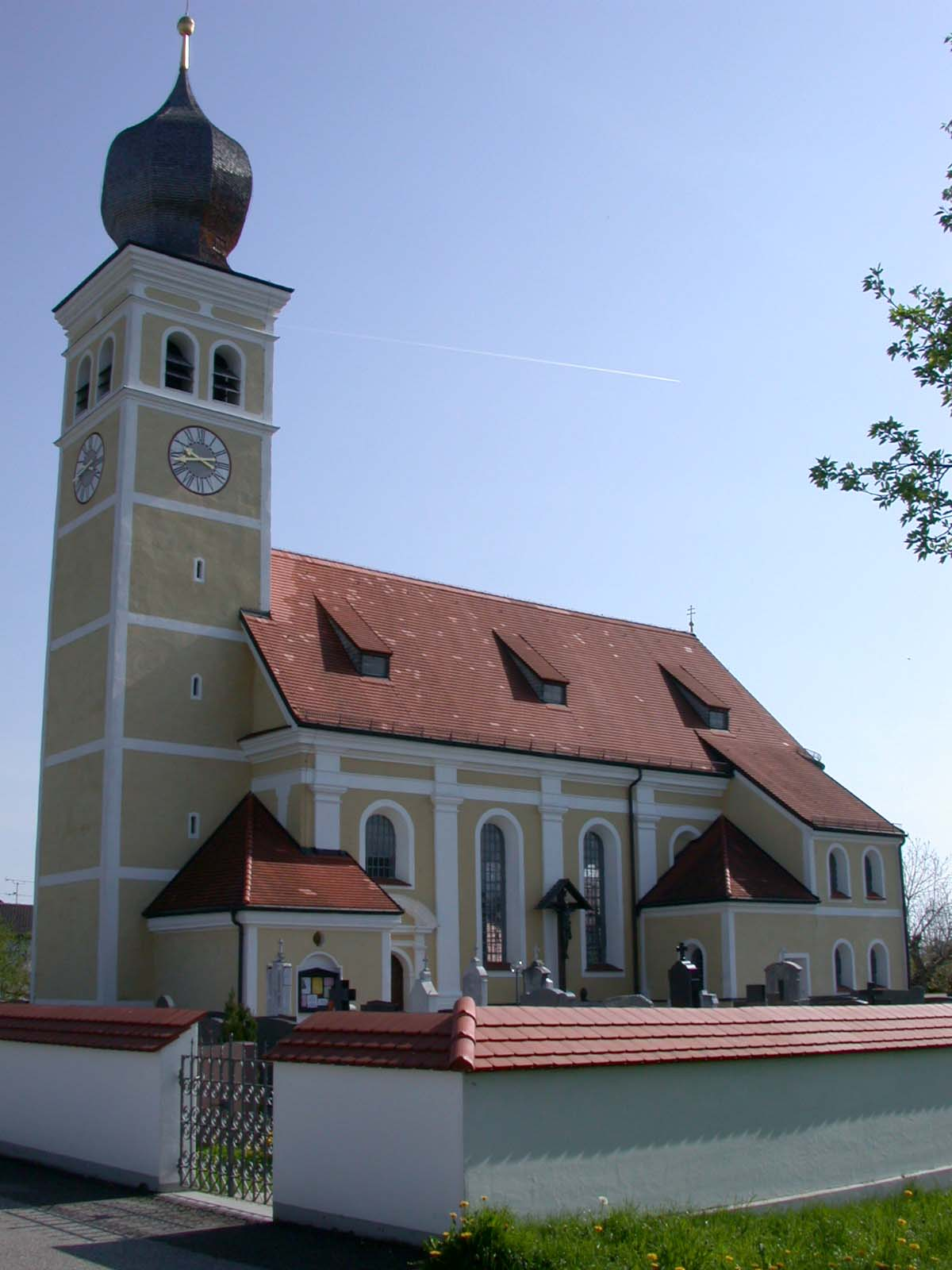
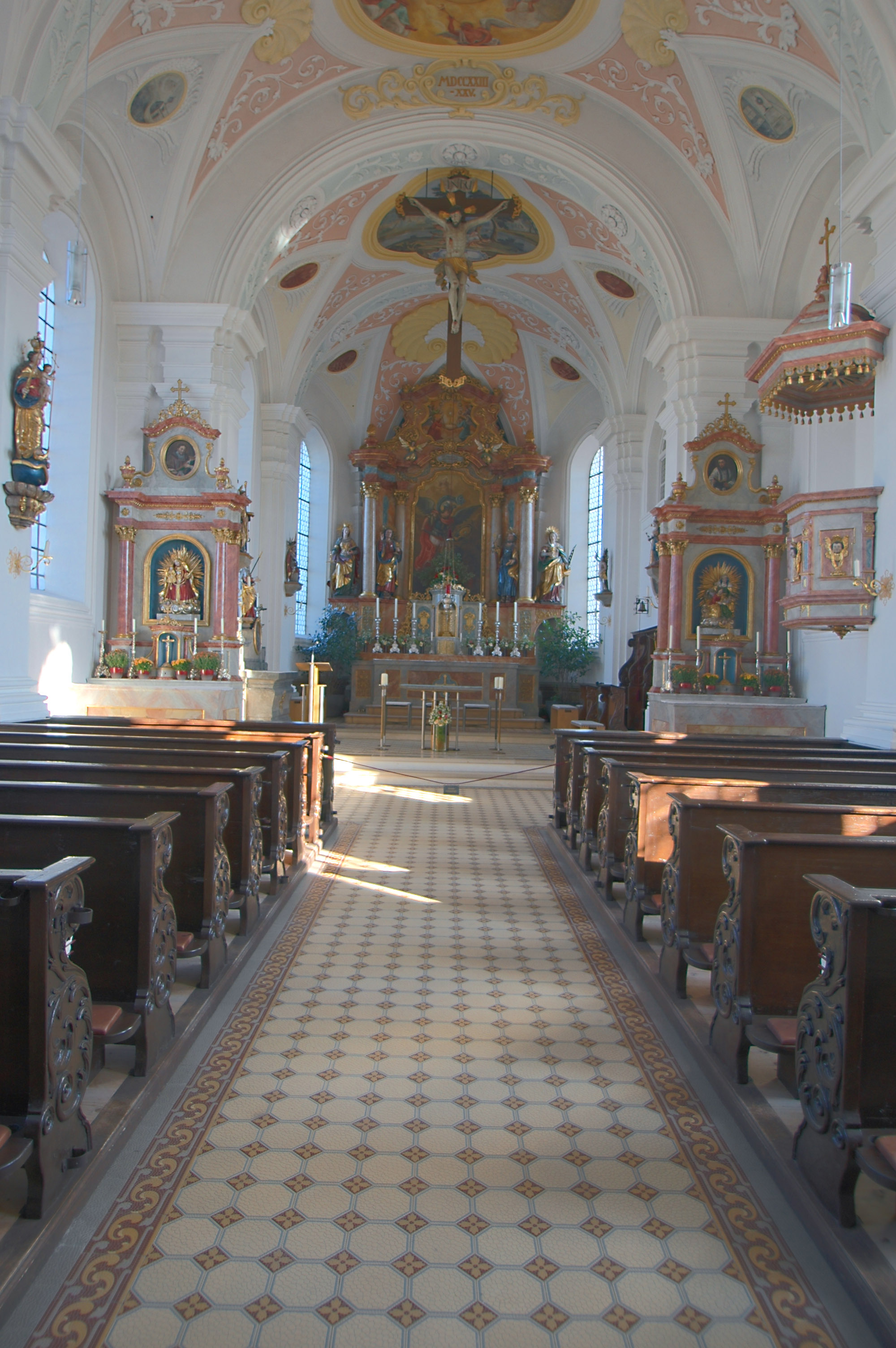
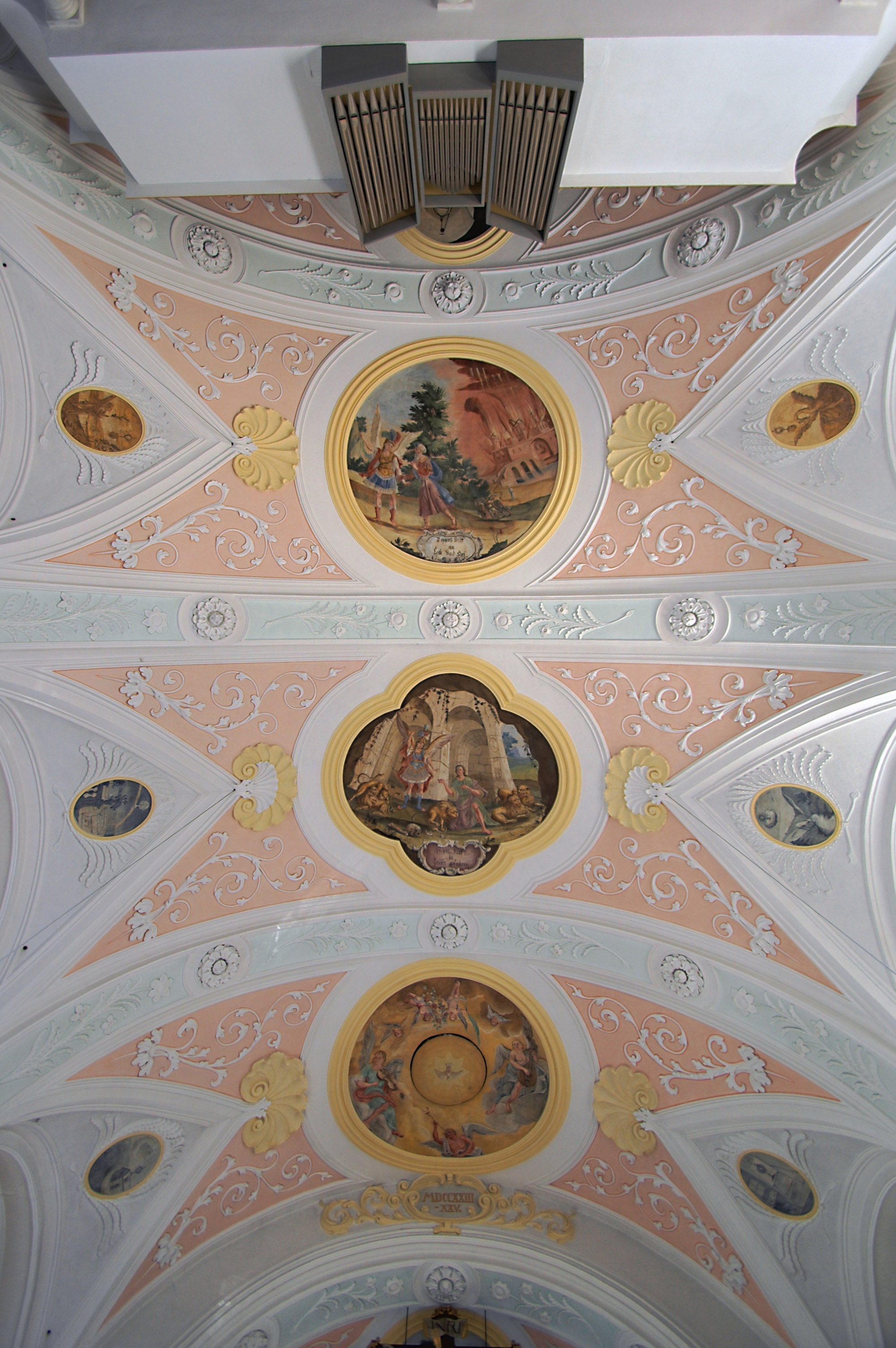
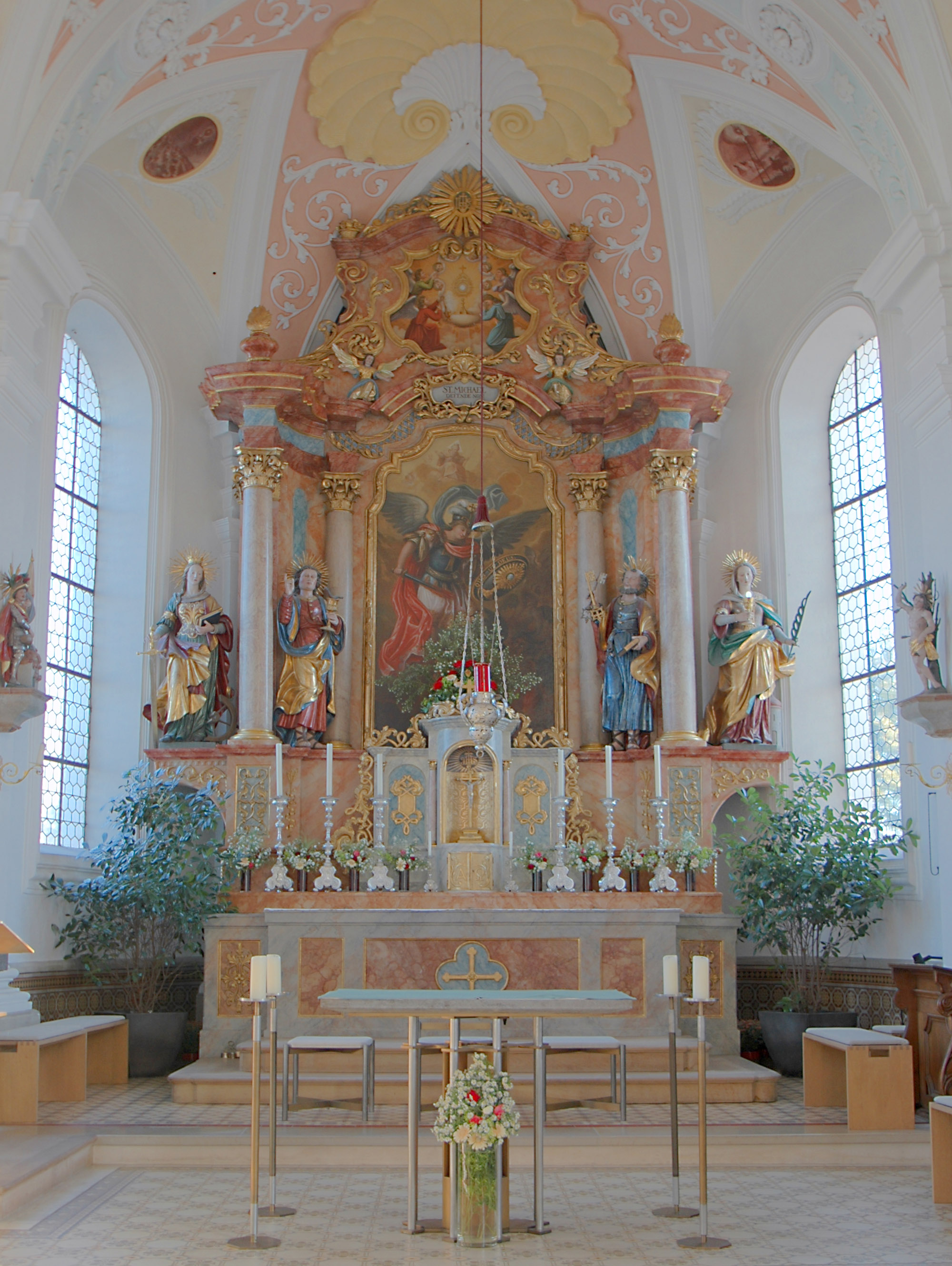

- Neben der Kirche befindet sich der ehemalige Pfarrhof, ein zweigeschossiger Putzbau mit vorstehendem mittelsteilem Satteldach und einer Giebellaube, vermutlich aus der Mitte des 19. Jahrhunderts.

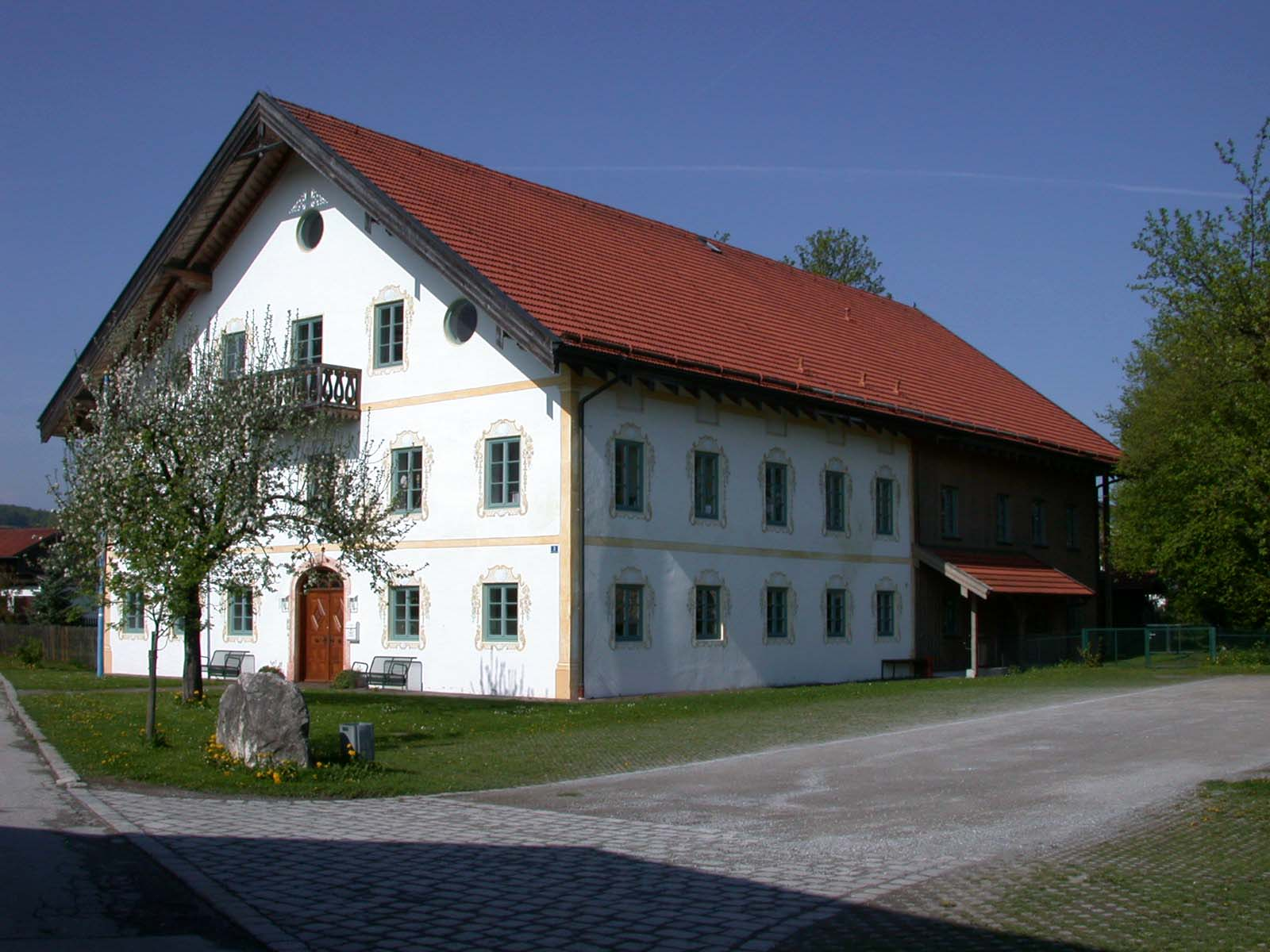
Pfarrhof